# Степной (муниципальное образование город Ефремов)
Степной — посёлок в Тульской области России.
В рамках административно-территориального устройства является центром Степнохуторского сельского округа Ефремовского района, в рамках организации местного самоуправления входит в муниципальное образование город Ефремов со статусом городского округа.

## География
Расположен в 18 км к северо-западу от города Ефремов.

## Население
| 2002 | 2004 | 2010 |
| ---- | ---- | ---- |
| 542  | ↘537 | ↗553 |